# Éditions du Palmier
 (septembre 2024).
Si vous disposez d'ouvrages ou d'articles de référence ou si vous connaissez des sites web de qualité traitant du thème abordé ici, merci de compléter l'article en donnant les références utiles à sa vérifiabilité et en les liant à la section « Notes et références ».
Les Éditions du Palmier est une maison d'édition française spécialisée dans les ouvrages traitant de l'automobile et du sport automobile. Elle publie également de la littérature.
Elle se situe à Nîmes dans le Gard, et est dirigée par Michel Delannoy.